# Red Pill Blues
Red Pill Blues es el sexto álbum de estudio de la banda estadounidense de pop rock Maroon 5. Fue lanzado el 3 de noviembre de 2017 por 222 e Interscope Records. Este es el primer lanzamiento de la banda para presentar al multiinstrumentista Sam Farrar como miembro oficial después de convertirse en miembro de gira en 2012. El título del álbum se refiere al término de ciencia ficción de tomar la píldora roja o azul, que se originó a partir de la película de ciencia ficción de 1999 The Matrix.
El álbum es apoyado por el sencillo principal «What Lovers Do», con la cantante estadounidense SZA. La banda se embarcó en Red Pill Blues Tour en apoyo del álbum en 2018.

## Lista de canciones
| Red Pill Blues - Edición estándar |                                         | |                                            |          |  |
| N.º                               | Título                                  | Escritor(es) | Productor(es)                              | Duración |  |
| 1.                                | «Best 4 U»                              | Adam Levine, Julian Bunetta, John Ryan, Jacob Kasher Hindlin, Alexander Izquierdo, Andrew Haas, Ian Franzino     | Bunetta, Afterhrs, Noah "Mailbox" Passovoy | 3:59     |  |
| 2.                                | «What Lovers Do» (con SZA)              | Levine, Brittany Talia Hazzard, Solána Imani Rowe, Oladayo Olatunji, Jason Evigan, Victor Rådström, Elina Stridh | Evigan, Sam Farrar, Passovoy, Ben Billions | 3:19     |  |
| 3.                                | «Wait»                                  | Levine, Ryan, Hindlin, Ammar Malik                                                                               | Ryan, Passovoy                             | 3:10     |  |
| 4.                                | «Lips on You»                           | Levine, Charlie Puth, Hindlin, Julia Michaels, Evigan                                                            | Puth, Evigan                               | 3:36     |  |
| 5.                                | «Bet My Heart»                          | Levine, Ryan, Hindlin, Phil Shaouy                                                                               | Ryan, Phil Paul, Passavoy                  | 3:16     |  |
| 6.                                | «Help Me Out» (con Julia Michaels)      | Levine, Michaels, Diplo, Henry Agincourt Allen, Justin Tranter                                                   | Diplo, King Henry, Farrar, Passavoy        | 3:13     |  |
| 7.                                | «Who I Am» (featuring LunchMoney Lewis) | Levine, Eric Frederic, Malik, Gamal Lewis, Teddy Geiger, Ryan, Hindlin                                           | Ricky Reed                                 | 3:03     |  |
| 8.                                | «Whiskey» (con ASAP Rocky)              | Levine, Rakim Mayers, Ryan, Hindlin, Tinashe Sibanda                                                             | Ryan, Hindlin                              | 3:30     |  |
| 9.                                | «Girls Like You»                        | Levine, Henry Walter, Hazzard, Evigan, Gian Stone                                                                | Cirkut, Evigan                             | 3:35     |  |
| 10.                               | «Closure»                               | Levine, Ryan, Hindlin, Malik, Shaouy                                                                             | Ryan, Paul, Passavoy                       | 11:28    |  |

| Red Pill Blues - Edición estándar Japonés y Edición Deluxe bonus tracks de Estados Unidos |                                                  | |                                                  |          |  |
| N.º                                                                                       | Título                                           | Escritor(es) | Productor(es)                                    | Duración |  |
| 11.                                                                                       | «Denim Jacket»                                   | Levine, James Alan Ghaleb, Peter Kelleher, Tom Barnes, Ben Kohn, Oscar Görres, Hindlin                          | TMS, OzGo                                        | 3:52     |  |
| 12.                                                                                       | «Visions»                                        | Levine, Ryan Ogren, Nick Bailey, Jared Watson, Dustin Bushnell                                                  | Ryan Ogren, Passavoy, Nick Bailey                | 3:50     |  |
| 13.                                                                                       | «Plastic Rose» (bonus track de descarga digital) | Levine, Ghaleb, Görres, Hindlin                                                                                 | OzGo                                             | 3:42     |  |
| 14.                                                                                       | «Don't Wanna Know» (con Kendrick Lamar)          | Levine, Benjamin Levin, Ryan, Hindlin, Malik, Kurtis McKenzie, Jon Mills, Alex Ben-Abdallah, Kendrick Duckworth | Benny Blanco, The Arcade, Louie Lastic, Passovoy | 3:34     |  |
| 15.                                                                                       | «Cold» (con Future)                              | Levine, Ryan, Hindlin, Tranter, Shaouy                                                                          | Hindlin, Paul, Ryan                              | 3:54     |  |

| Red Pill Blues – Bonus tracks de la edición Deluxe Internacional |                                             |                                                              |               |          |  |
| N.º                                                              | Título                                      | Escritor(es)                                                 | Productor(es) | Duración |  |
| 16.                                                              | «Moves like Jagger» (en vivo en Manchester) | Levine, Levin, Malik, Shellback                              |               | 4:59     |  |
| 17.                                                              | «Stereo Hearts» (en vivo en Manchester)     | Travie McCoy, Levine, Levin, Sterling Fox, Malik, Dan Omelio |               | 3:42     |  |
| 18.                                                              | «Animals» (en vivo en Manchester)           | Levine, Shellback, Levin                                     |               | 4:30     |  |
| 19.                                                              | «Daylight» (en vivo en Manchester)          | Levine, Max Martin, Sam Martin, Mason Levy                   |               | 6:56     |  |
| 20.                                                              | «Maps» (en vivo en Manchester)              | Levine, Malik, Levin, Noel Zancanella, Ryan Tedder           |               | 4:22     |  |
| 21.                                                              | «This Love» (en vivo en Manchester)         | Levine, Jesse Carmichael                                     |               | 5:01     |  |

Créditos de sample
- «What Lovers Do» contiene elementos de «Sexual», escrito por Oladayo Olatunji, Victor Rådström y Elina Stridh.

## Posicionamiento en listas
| Listas (2017–18)                    | Mejor posición |
| ----------------------------------- | -------------- |
| Australia (ARIA)                    | 7              |
| Austria (Ö3 Austria)                | 31             |
| Bélgica (Ultratop Flandes)          | 47             |
| Bélgica (Ultratop Valonia)          | 31             |
| Canadá (Billboard Canadian Albums)  | 2              |
| República Checa (ČNS IFPI)          | 11             |
| Dinamarca (Hitlisten)               | 5              |
| Países Bajos (Album Top 100)        | 21             |
| Finlandia (Suomen virallinen lista) | 24             |
| Francia (SNEP)                      | 24             |
| Alemania (Media Control Charts)     | 44             |
| Irlanda (IRMA)                      | 21             |
| Italia (FIMI)                       | 15             |
| Japanese Albums (Billboard Japan)   | 6              |
| Japón (Oricon)                      | 10             |
| Nueva Zelanda (RMNZ)                | 6              |
| Noruega (VG‑lista)                  | 8              |
| Polonia (ZPAV)                      | 33             |
| Portugal (AFP)                      | 21             |
| Escocia (Scottish Albums Chart)     | 12             |
| Slovak Albums (IFPI)                | 16             |
| Corea del Sur (Circle)              | 19             |
| Corea del Sur (Gaon)                | 1              |
| España (Promusicae)                 | 14             |
| Suecia (Sverigetopplistan)          | 12             |
| Suiza (Schweizer Hitparade)         | 21             |
| Reino Unido (UK Albums Chart)       | 12             |
| US Billboard 200                    | 2              |